# Tholey (localitate)
Tholey este localitatea care a dat numele districtului omonim Tholey, situat în Saarland. Romanii au stabilit la Tholey, care se afla la intersecția a două drumuri romane, o așezare și mai târziu o fortăreață pe dealul Schaumberg. În secolul al VII-lea a fost fondată Abația benedictină „Sf. Mauritius”, considerată cea mai veche mănăstire din regiunea populată de vorbitorii de limbă germană. Tholey este sediul administrativ al comunei cu același nume, cu sucursalele bancare și centre comerciale.

## Geografie

### Poziție
Tholey este situat în nord-estul Saarland-ului, pe versantul sudic al dealului Schaumberg, care cu cei 568 m este cel mai înalt punct din zonă și aparține Rezervației Naturale Saar-Hunsrück.
Localitățile învecinate sunt: Theley, Oberthal, Alsweiler, Marpingen, Sotzweiler, Bergweiler.

### Geologie
Dealul Schaumberg s-a format în mijlocul perioadei geologice Permian din magma care nu ajunsese la suprafața pământului (rocă magmatică intruzivă). Această rocă, vizibilă astăzi datorită eroziunii, a primit denumirea de tholeiit (sau bazalt tholeiitic).

### Clima
Datorită altitudinii sale, temperatura medie anuală de 8,6 °C este puțin sub temperatura zonelor mai joase învecinate. În timp ce Tholey este protejat de vânturile nordice de dealul Schaumberg, vânturile predominante vestice și estice pot ajunge nestingherite la zona înaltă a dealului ceea ce determină o calitate bună a aerului în combinație cu poluarea scăzută a aerului a industriei și traficului din zonă. În consecință, Tholey are renumele de a fi stațiune climaterică.
În Tholey există o stație meteo complet automată condusă de Serviciul Meteorologic German.

## Istorie

### Preistorie și istorie timpurie
Descoperiri izolate oferă dovezi ale existenței unei așezări încă din Epoca cuprului. În perioada Hallstatt (750–480 î.Hr.) producerea și prelucrarea fierului a revoluționat societatea. La acea vreme, regiunea Schaumberg se afla la marginea unei zone culturale, așa-numita cultură „Hunsrück-Eifel”. Existența minereului de fier în regiune a dus la o prosperitate excepțională în perioada 480–30 î.Hr.), fapt dovedit de bogate obiecte funerare găsite în tumulii din zonă. Se presupune că la acea vreme exista deja un refugiu de apărare pe dealul Schaumberg.

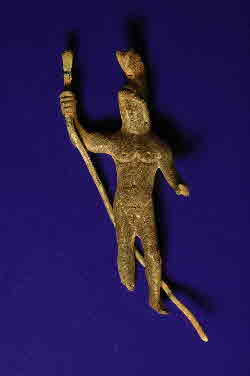
Statueta de bronz a zeului roman al războiului Marte (săpăturile de la Vicus Wareswald)

### Perioada romană
Caracteristic stăpânirii romane - epoca culturii galo-romane (30 î.Hr. – 450 d.Hr.) - a fost o lungă perioadă de pace din secolul I până în secolul al III-lea d.Hr., în care regiunea a avut o existență înfloritoare. La est de localitatea de astăzi, Tholey, în zona de graniță cu orașele Oberthal și Alsweiler, se încrucișau două importante drumuri romane regionale care legau Metz de Mainz, pe de o parte, și Strasbourg de Trier, pe de altă parte. Aici a apărut un mic oraș-piață (Vicus Wareswald). Săpături arheologice începute în 2001 au scos la iveală fundațiile unor case de meșteșugari, un mormânt și un templu.
În epoca romană, în zona localității Tholey a existat un complex extins de clădiri cu baie romană, care era probabil o proprietate (în latină „villa rustica”) separată de așezarea principală Wareswald. Părți ale fundației au fost descoperite în timpul săpăturilor făcute în zona bisericii abației și în împrejurimile ei. La acea vreme, zona de est a dealului Schaumberg, puțin mai înaltă decât restul platoului, era înconjurată de un zid circular. O singură descoperire indică faptul că această zonă era o „înălțime-sanctuar”.
Rămășițele clădirilor și obiectele descoperite reflectă faptul că locuitorii erau bogați. Numărul mare de inscripții care au supraviețuit sugerează o populație educată și o cultură înfloritoare. Fragmente de arhitectură, de ceramică, obiecte din bronz și inscripții sunt expuse în Muzeul Theulegium. În secolele al III-lea și al IV-lea, invaziile popoarelor germanice au dus la declinul economic al zonei. Din ce în ce mai multe așezări, inclusiv Vicus Wareswald, au fost abandonate.

### Perioada de la Imperiul Franc până în Evul Mediu

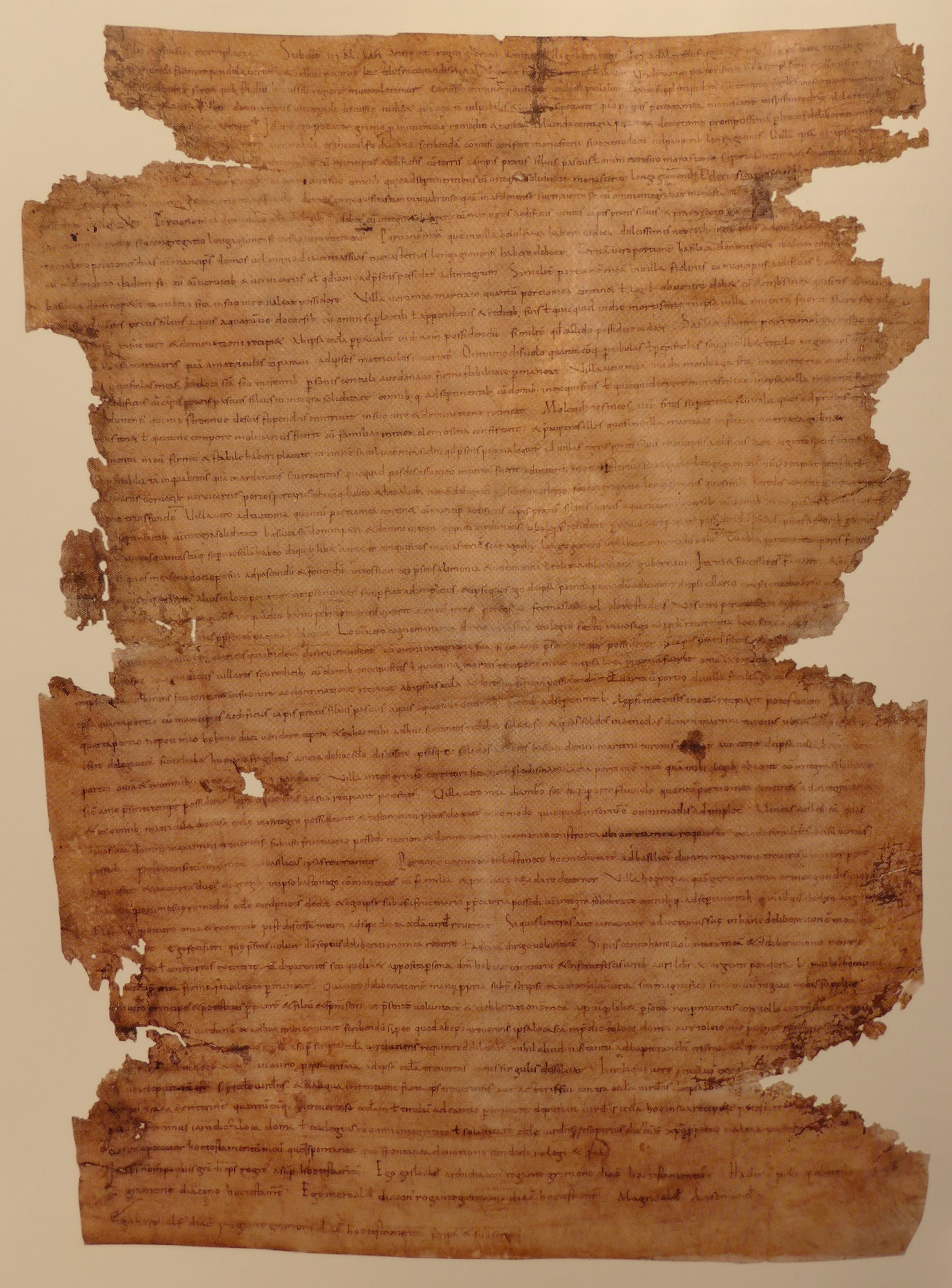
Testamentul lui Adalgisel Grimo

După încheierea perioadei de migrație a popoarelor, în secolele următoare Tholey a aparținut Imperiului Franc. În 634 apare menționat ca „Toleio” în „Testamentul lui Adalgisel Grimo” (versiune online). Nobilul franc Grimo lăsa moștenire episcopului de Verdun, printre altele, proprietatea sa din Tholey. Menționarea în acest testament a clericilor din Tholey este în general echivalată cu prima mențiune a Mănăstirii Tholey. Păstrătoare a moaștelor mai multor sfinți, această mănăstire a fost timp de secole un important loc de pelerinaj în regiune.
Castrum Theulegium, menționat în testament, poate fi probabil identificat cu fortificația de pe înălțimea Schaumberg. Devenită cetate în Evul Mediu, ea a fost sediul unui advocatus al Mănăstirii Tholey și centrul unei întinse proprietăți care acoperea aproximativ 1/6 din suprafața Saarland de astăzi.
Ca urmare a împărțirii Imperiului Franc între cei trei nepoți ai lui Carol cel Mare prin Tratatul de la Verdun, zona a devenit parte a Regatului Mijlociu cunoscut din 843 ca Lotharingia și din 870 ca Francia Răsăriteană, regatul precursor al Sfântului Imperiul Roman de Națiune Germană (vezi Tratatul de la Meerssen).
În secolul al XII-lea conții de Blieskastel au fost advocatus (Vogt) ai mănăstirii și au dat numele Schaumburg, începând din 1180, unuia dintre castelele lor. Secolul al XIII-lea a fost marcat de disputele privind moștenirea conților Blieskastel. Ducii Lorenei Superioare au stăpânit cetatea din 1291 până în 1738. Cele trei metereze care înconjoară platoul cetății pe partea vestică și nordică datează probabil din Evul Mediu.

### Epoca modernă timpurie
Situate în zona de graniță dintre Franța și Sfântul Imperiu Roman, traversată de drumuri militare importante, mănăstirea, orașul Tholey și cetatea Schaumburg s-au aflat de multe ori în mijlocul conflictelor militare, pradă distrugerilor și jafurilor (de ex. jaful din 1522 provocat de Franz von Sickingen).
Războiul de Treizeci de Ani, în care regiunea a fost implicată direct începând din 1635, a devastat grav și zona din jurul localității Tholey. Schaumburg a căzut pradă incendiului. Populația a fost decimată astfel încât în 1667 în afară de mănăstire, mai rămăseseră doar șase gospodării.
Pacea Westfalică din 1648 nu a adus liniștea în regiune, deoarece Lorena, ca aliat al Spaniei, a fost exclusă din acest acord de pace. După sfârșitul Războiului Succesiunii Spaniole în 1714, pacea a adus cu sine redresarea regiunii și prosperitatea economică în prima treime a secolului al XVIII-lea. Forța motrice din spatele acestei dezvoltări a fost Abația Tholey care și-a renovat clădirile și biserica achiziționând și mobilier în stil baroc (de atunci datează partea decorativă a orgii care există și astăzi).
Cetatea Schaumburg grav distrusă a fost abandonată în secolul al XVIII-lea, iar administrația, curtea judecătorească, notarul și închisoarea au fost mutate în orașul Tholey.
Prin Pacea de la Viena din 1738 Francisc Ștefan de Lorena a renunțat la Ducatul de Lorena primind în schimb Ducatul de Toscana. Ducatul Lorenei a revenit lui Stanisław Leszczyński, expulzatul rege al Poloniei și socrul regelui francez Ludovic al XV-lea. După moartea lui Stanisław în 1766, ducatul și Schaumburg au trecut în posesia Franței. Ca parte a unui acord de reglementare a frontierei, Schaumburg a revenit Ducatului Palatinat-Zweibrücken în 1786 și prin aceasta Sfântului Imperiu Roman.

### Epoca modernă

#### De la Revoluția Franceză până în 1935
În 1793–1794 trupele revoluționare franceze au intrat în Saarland. Abația Tholey a fost jefuită și arhivele distruse. În timpul Primei Republici Franceze Tholey a fost sediul administrativ al cantonului cu același nume care a aparținut Departamentului Moselle din 1793 până în 1798 apoi Departamentului Sarre din 1798 până în 1815. După abdicarea lui Napoleon și pacea încheiată la Paris în 1815, Tholey și alte zone de pe malul stâng al Rinului au intrat în posesia Prusiei. În Tholey, menționat ca oraș în documente, se afla primăria și instanța de judecată districtuală.
În 1915 Tholey a fost conectat la rețeaua feroviară (linia de cale ferată St. Wendel - Tholey) ceea ce a îmbunătățit viața minerilor și a muncitorilor din zonă.
După Primul Război Mondial, din 1920 până în 1935, Tholey a făcut parte din regiunea Saar sub mandatul Societății Națiunilor. La votul din 1935 privind statutul regiunii Saar, alegătorii din Tholey au votat în proporție de 96,3 % pentru unificarea cu Germania, cu o prezență la vot de 99,4 %.

### Istoria comunității evreiești din Tholey

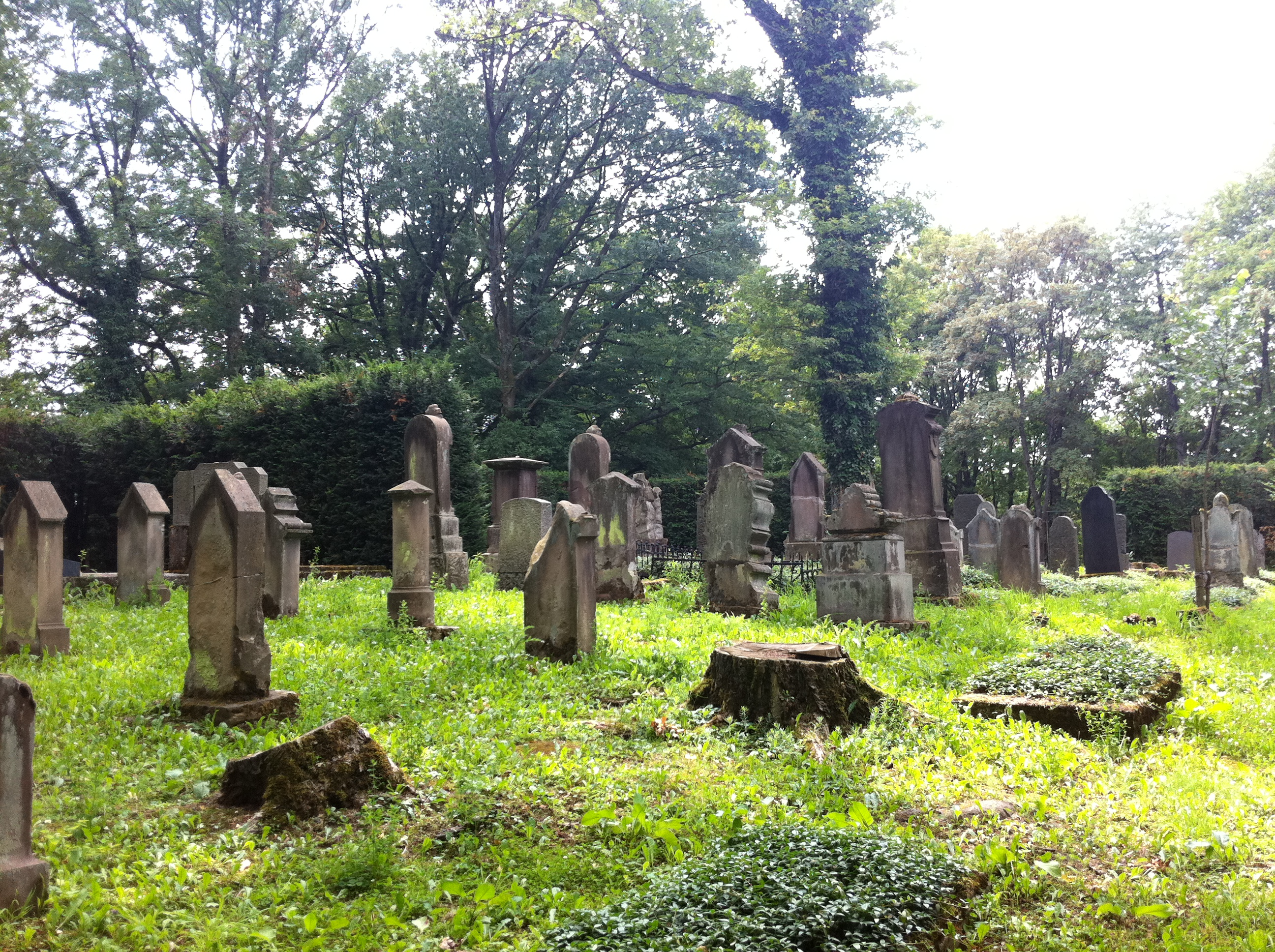
Cimitirul evreiesc din Tholey

Prima familie de evrei din Tholey este menționată în 1729. În 1790 în Tholey erau 41 de rezidenți evrei (aproximativ 7 % din totalul de circa 600 de locuitori). În prima jumătate a secolului al XIX-lea numărul evreilor din zonă a continuat să crească astfel încât în 1843 din cei 952 de locuitori din Tholey, 88 erau evrei (15 familii). Douăzeci de ani mai târziu comunitatea evreiască din Tholey număra 30 de familii. O zonă rezidențială veche din Tholey de pe versantul sudic al dealului Schaumberg poartă și astăzi numele de Matzenecken (de la cuvântul german matze - azima folosită de evrei). Comunitatea evreiască din Tholey avea propriul cimitir, o sinagogă din 1863 și o școală confesională din 1876.
Încă din a doua jumătate a secolului al XIX-lea numărul membrilor comunității evreiești a scăzut datorită emigrării (în 1895 mai erau 91 de rezidenți evrei). După ce regiunea Saar a fost anexată de Germania în 1935, rămăseseră doar 41 de rezidenți evrei din care cei mai mulți au emigrat ulterior. Sinagoga a fost închisă și vândută în 1937. Rezidenți evrei din Tholey au fost deportați în timpul Holocaustului și aproape toți au fost uciși (31 de evrei au murit în timpul naziștilor).

### De la al Doilea Război Mondial până astăzi

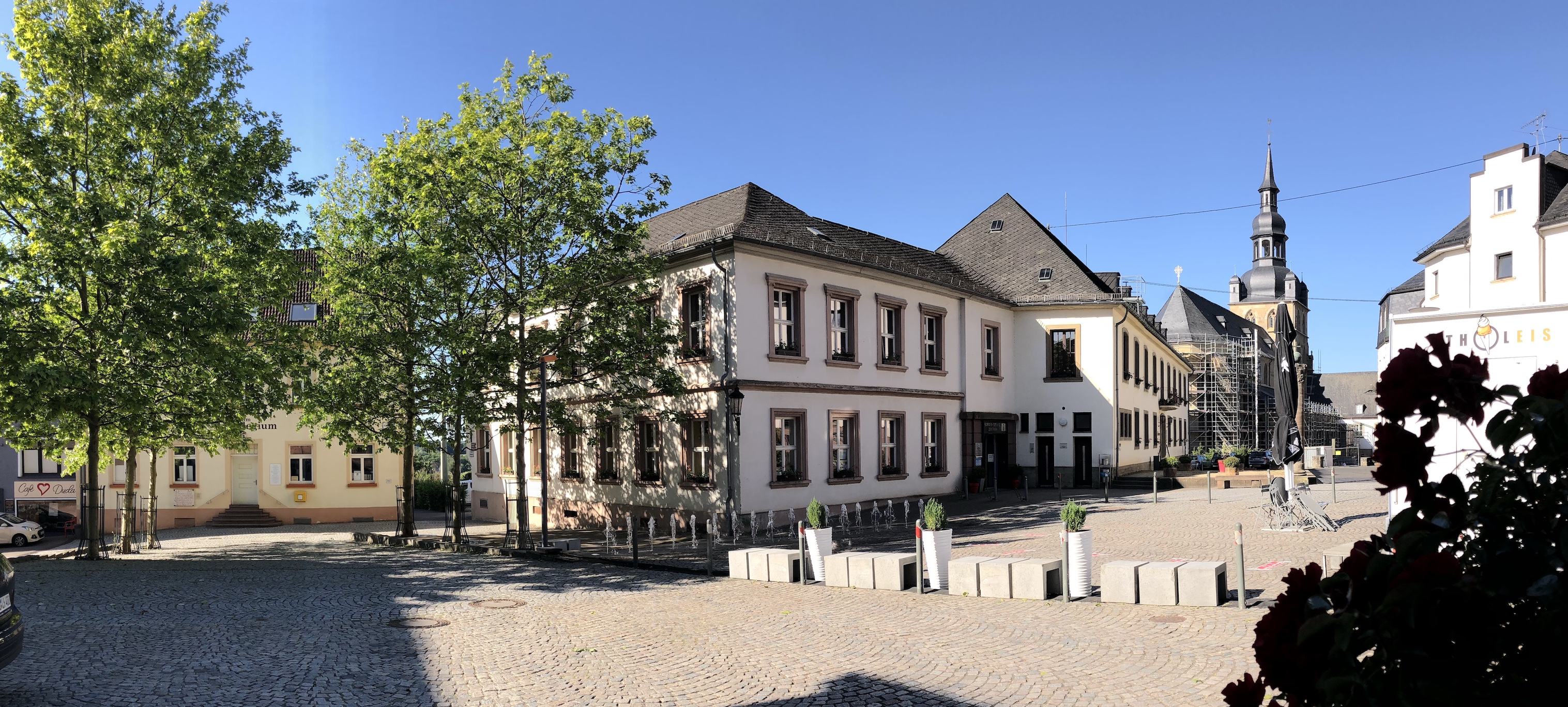
Piața din Tholey (2020)

În timpul celui de-al Doilea Război Mondial primăria și unele case au fost distruse de bombe, dar nu au existat distrugeri masive.
În prima perioadă după încheierea războiului Tholey parte a zonei de ocupație franceze. Între 1947 și 1956 a făcut parte din zona semiautonomă Saarland, dependentă de Franța, și în această formă urma să devină un centru al Uniunii Europene. Referendumul din 1955 privind menținerea statutului existent (prezență la vot 98,5 %) s-au pronunțat împotrivă 79 % dintre votanți și, prin urmare, în favoarea aderării Saarland la Republica Federală Germania. Legătura politică a avut loc la 1 ianuarie 1957, iar legătura economică prin preluarea mărcii germane ca monedă a avut loc la 6 iulie 1959.
Ca parte a reformei regionale și administrative în Saarland, din 1974 cele nouă municipalități independente anterior Bergweiler, Hasborn-Dautweiler, Lindscheid, Neipel, Scheuern, Sotzweiler, Theley, Tholey și Überroth-Niederhofen au fuzionat formând actuala municipalitate Tholey.

## Stemă
Stema include Crucea roșie (a Principatului electoral Trier) ca semn al apartenenței ecleziastice la Trier și paterița care reprezintă legătura cu istoria Abației Tholey; un castel cu două turnuri și un munte auriu se referă la cetatea care a existat acolo timp de secole și la dealul Schaumberg.
Ca parte a prieteniei germano-franceze, Tholey se află în parteneriat local cu comuna Zetting din departamentul Moselle din 1972. Parteneriatul are o bază istorică: parohia Zetting a aparținut anterior Abației Tholey.
Din 1984 există și un parteneriat cu municipalitatea Saint-Benoît-sur-Loire din departamentul francez Loiret. Legăturile existente între mănăstirile benedictine din Saint-Benoît-sur-Loire și din Tholey au constituit punctul de plecare pentru acest parteneriat.

## Cultură și obiective turistice

### Abația benedictină Sf. Mauritius

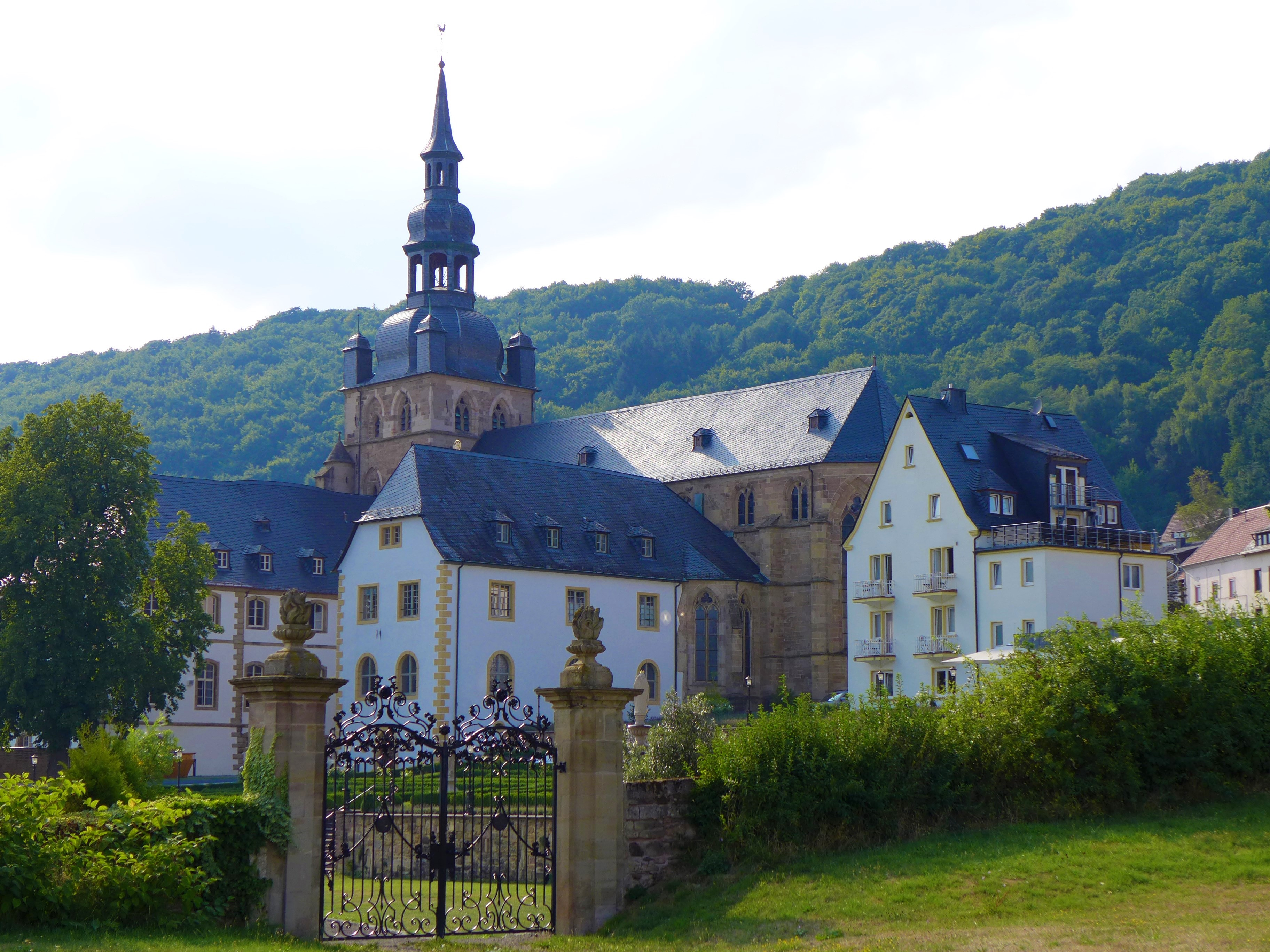
Abația benedictină St. Mauritius

Abația Sf. Mauritius este o mănăstire benedictină considerată cea mai veche mănăstire din Germania, biserica ei datând din perioada artei gotice timpurii (secolul al XIII-lea) fiind și ea una dintre cele mai vechi biserici gotice din țară.
Biserica a fost renovată complet între 2018 și 2020. Majoritatea ferestrelor au fost proiectate de artistul germano-afgan Mahbuba Maqsoodi. Design-ul celor trei ferestre mari ale corului a fost realizat de celebrul artist german Gerhard Richter. Orga mare (Oberlinger) din 1960 a fost înlocuită în timpul renovării cu una nouă având 36 de registre, produsă de firma Hugo Mayer Orgelbau.

### Turnul Schaumberg
Dealul Schaumberg, înalt de 568 m, adesea numit „muntele din Saarland”, permite o vedere largă a zonei înconjurătoare. Multe poteci și trasee pentru biciclete montane traversează dealul. Deosebit de popular este „Herzweg”, un drum circular de aproape 2,8 km lungime cu multe priveliști panoramice și o expoziție în aer liber.
Pe înălțimea Schaumberg este amplasat un turn de observație cu o înălțime de 37,5 m. Platforma superioară a turnului oferă călătorului priveliște spre Hunsrück la nord, spre valea râului Saar la vest, până la centrala nucleară franceză Cattenom și în sud până la Saarbrücken. Dacă vremea este foarte bună, se pot zări Munții Vosgi. Turnul fiind dedicat prieteniei germano-franceze, are la parter un memorial dedicat soldaților germani și francezi care au murit în cele două războaie mondiale. Turnul găzduiește, de asemenea, expoziții pe tema relațiilor germano-franceze și protecției climei.
Alte destinații populare pentru excursioniști pe Schaumberg sunt două capele (Afrikakapelle, Blasiuskapelle), piscina Schaumberg și o pensiune pentru tineret.

### Muzeul Theulegium
Theulegium este muzeul de istorie a culturii din regiunea Schaumberg. Este situat în Piața Primăriei, în clădirea istorică a fostului tribunal districtual regal și tratează subiecte diferite: geologie, preistorie, istorie timpurie și istorie modernă.

### Vicus Wareswald
Situl de excavare al târgului (vicus) din Wareswald în direcția Oberthal era situat la intersecția drumurilor importante în epoca romană, dintre Metz și Mainz respectiv dintre Strasbourg și Trier. Aici au fost descoperite clădiri de locuit, temple și rămășițe ale unui mormânt cu stâlp înalt de aproximativ 10 m.

## Transport
În regiune traficul se concentrează în mare parte pe cel de autovehicule. Drumul național 269 este legătura principală a localității Tholey cu orașul St. Wendel, aflat la 12 km distanță. În direcția sud-vest această șosea duce la autostrada A1/E422, aflată la 5 km distanță, iar mai departe la orașul Lebach, la 13 km distanță. În Tholey se ramnifică drumul regional național L135 către Theley și drumul regional către Dirmingen.
Pista pentru biciclete Wendelinus de-a lungul liniei de cale ferată (închisă din 1996) leagă Tholey de orașul St. Wendel.
La Tholey se poate ajunge cu mijloace de transport în comun (autobuze) din cele două orașe învecinate. La gara din St. Wendel există o legătură cu linia de cale ferată Saarbrücken - Bingen, în Lebach la RB72 / S1 spre Saarbrücken. Aeroportul cel mai apropiat se află în Saarbrücken, la o distanță 45 km cu mașina.

## Economie
Până în secolul al XIX-lea Tholey se baza pe agricultură însă aceasta și-a pierdut din importanță, mai ales după cel de-al doilea război mondial. Tholey oferă în prezent locuri de muncă într-un număr mare de companii mici și mijlocii.
Cu toate acestea, majoritatea lucrătorilor din Tholey sunt navetiști. Cei mai mari angajatori din zona înconjurătoare sunt Globus Handelshof, Fresenius Medical Care (ambele în St. Wendel) și Nestlé Wagner (Nonnweiler). O companie din Tholey cunoscută la nivel regional este distileria Eckerts Wacholder, care produce de peste 125 de ani băuturi spirtoase (Eckerts Wacholder, Boonekamp și gin). Datorită traficului care se desfășoară pe aglomerata B269, mai multe centre comerciale s-au construit în Tholey. În mai 2020 existau filiale ale Aldi Süd, Dm-drogerie markt, Edeka, Kik și Lidl. În oraș există, de asemenea, o serie de magazine mai mici și două sucursale bancare.

## Educație
Tholey are o grădiniță pentru copii cu 63 de locuri (Katholische KiTa gGmbH Saarland). Școala elementară a fost închisă în 2018 și de atunci copiii din Tholey merg la școala primară din localitatea vecină Theley. Acolo se află și școala generală din Schaumberg Theley care oferă studii ulterioare până la clasa a X-a. Cele mai apropiate licee și școli profesionale se află în orașele învecinate St. Wendel și Lebach.

## Personalități

### Născute în Tholey
- Peter Mönch (1811–1884), constructor de piane;[8]
- Albrecht Meydenbauer (1834–1921), inginer de construcții civile, cofondator al fotogrammetriei;
- Elise Haas (1878–1960), poetă;
- Theodor Schu (1892–1965), episcop romano-catolic în China;
- Paul Schütz (1910–1990), politician din Saarland.

### Asociate cu Tholey
- Pierre de Salabert (1734–1807), stareț în Tholey (1770–1793), ministru în Ducatul Palatinat-Zweibrücken și Electoratul Bavariei, constructor al Palatului „Prinz Carl” din München;
- Petrus Borne (1910–1976), primul stareț al noii Abații „Sf. Mauritius”;
- Makarios Hebler (1950–2017), stareț al Abației benedictine din Tholey;
- Martina Merks-Krahforst (1960–2017), poetă și editoare;
- Nadine Schön (n. 1983), vicepreședintă a grupului parlamentar CDU/CSU din 2014 până în 2021, locuiește în Tholey.